# Маджак
Маджак (араб. ماجك‎, также Маджк или Маджл) — правитель («царь») славянского межплеменного объединения валинана (араб. ولينانا‎), которое историки отождествляют с волынянами.
Арабский географ аль-Масуди сообщал во второй половине X века о племенах «валинана» и «дулаба» (араб. دولابة‎), которых в исторической литературе принято считать волынянами и дулебами. О волянынах о писал:
Из этих племен одно имело прежде в древности власть над ними, его царя называли Маджак, а само племя называлось Валинана. Этому племени в древности подчинялись все прочие славянские племена; ибо (верховная) власть была у него, и прочие цари ему повиновались… 
 Мы уже ... рассказывали про царя, коему повиновались, в прежнее время, остальные цари их, то есть Маджак, царь Валинаны, которое племя есть одно из коренных племен славянских, оно почитается между их племенами и имело превосходство между ними. Впоследствии же пошли раздоры между их племенами, порядок их был нарушен, они разделились на отдельные колена и каждое племя избрало себе царя.